# Nina Ruzicka
Nina Ruzicka (* 29. Juli 1972 in Wien) ist eine österreichische freie Zeichnerin, die durch die Comicserien Nina in der Zeitschrift die Wienerin und Der Tod und das Mädchen, deren erster Teil auf der Website des ORF erschien, eine stetig wachsende Bekanntheit erlangte.

## Leben
Nina Ruzicka wurde am 29. Juli 1972 in Wien geboren. Nach ihrer AHS-Matura studierte sie von 1990 bis 1992 Theaterwissenschaften und Kunstgeschichte an der Universität Wien. Dieses Studium brach sie ohne Abschluss ab. Auch der Besuch der Kollegschule für Mode und Bekleidungstechnik erfolgte 1992/1993 ohne Abschlussprüfung. Daraufhin folgte 1994–1995 eine Lehre als Sekretärin in einer Rechtsanwaltskanzlei und ein erneutes Studium an der Universität Wien (Russisch, Tschechisch), das sie ebenfalls abbrach. Von 1999 an besuchte sie die höhere Technische Lehranstalt für Chemische Berufe in Wien, wo sie 2002 ihren Abschluss absolvierte.
Auffällig ist bei der Betrachtung des Bildungsweges, dass sie niemals eine Kunstschule oder ähnliche Einrichtung besuchte, ja sogar den schulischen Zeichenunterricht, nachdem es ihr in der siebten Klasse möglich war, zugunsten des Musikunterrichts abwählte. Nach der Matura strebte sie zwar den Beruf des Malers/Künstlers an, dies scheiterte aber bereits am Erstellen einer Präsentationsmappe. Nach einem kurzen Besuch der Theaterwissenschaften an der Universität Wien und des Modekollegs entdeckte sie das Comiczeichnen erneut für sich. Laut eigener Aussage war der Grund für das Scheitern ihrer künstlerischen Laufbahn bis dahin, dass sie nicht die Welt und einzelne Szenen still abbilden wollte, sondern sich vor allem für das Erzählen von Geschichten interessierte. Alle zeichnerischen Fertigkeiten eignete sie sich über die Zeit hinweg selbstständig an, was erheblich zu ihrem eigenen, recht speziellen Stil beitrug.
Nina Ruzicka arbeitete bisher in verschiedensten Berufen, wie Bierkellnerin in einem Country- und Western-Lokal, Sekretärin in einer Rechtsanwaltskanzlei, Serviceangestellte in einem Kino, Parkettlegerin und schließlich Chemisch-Technische Assistentin.
Seit 1997 ist sie zudem als Comiczeichnerin tätig.
Der Vielzahl an Berufen und Ausbildungen ist es wohl zu verdanken, dass die Charaktere in ihren Geschichten oft wie aus dem Leben gegriffen erscheinen. Zudem inspirierte die Arbeit als Rechtsanwaltsgehilfin, bzw. Sekretärin sie zum Charakter der Nina in der gleichnamigen Comicserie.

## Comicserien

### Nina
Die Comicserie Nina erschien im Zeitraum von 1997 bis 2002.
Die Cartoons wurden in der Zeitschrift die Wienerin erstabgedruckt und fanden sich bis Anfang 2010 auf der Web-Seite des ORF.
Die Ur-Nina, welche sich vom späteren Charakter der Serie recht deutlich unterscheidet, entstand laut der Zeichnerin, in einer für sie sehr frustrierenden Zeit als Sekretärin in einer Rechtsanwaltskanzlei, wo sie sich trotz der freundlichen Mitarbeiter vollkommen fehl am Platz vorkam. Ergo war diese Ur-NINA eine frustrierte Sekretärin in einer Kanzlei voller Paragraphenköpfe und gleichartiger oberflächlicher Kolleginnen, die ständig schlecht gelaunt war.
Der endgültige Charakter wurde dann eine 25- bis 30-jährige Wienerin, die als Lektorin in einem mittelgroßen Verlag arbeitet. Über die Serie hinweg gewinnt der Charakter der Hauptperson mehr und mehr an Tiefe und entwickelt sich zu einer emanzipierten, häufig vom Unbill des Alltags, im Speziellen durch typische Frauenprobleme und die Männerwelt geplagte, zumeist jedoch überraschend optimistische Frau, die cartoontypisch sarkastisch und nie auf den Mund gefallen ist.
Zum Pool der stets in den Strips wiederkehrenden Personen gehört neben Nina selbst, die der Autorin nicht nur in Vornamen und Aussehen ähneln soll, Britta, ihre beste Freundin, der Nachbar, in den sie sich verliebt, David, der Mitbewohner ebenjenes Nachbarn, der sich wiederum in Nina verliebt, Ingrid, eine Arbeitskollegin, der Boss und das Ekelpaket, ein unangenehmer Mitarbeiter im Verlag. Die Figuren sind wie zu Anfang bereits erwähnt z. T. von real existierenden Personen inspiriert.
Zu einer der Besonderheiten der Figuren dieser Serie zählt das durchgehende Fehlen von Pupillen in den Augen. Die Signatur der Strips mit dem Kürzel „Нина“, häufig aus Unkenntnis als „Huha“ gelesen, ist schlicht der Name der Zeichnerin, Nina, in kyrillischer Schreibweise.

### Der Tod und das Mädchen
Diese Comicserie wurde inspiriert durch das traditionelle Sujet Der Tod und das Mädchen, das sich sowohl in der Malerei als auch in der Dichtkunst und Musik seit der Renaissance findet. Sie trug maßgeblich zur Bekanntheit der Zeichnerin bei.
Sie wurde zuerst im Internet veröffentlicht: seit 2001 wöchentlich auf den Comic-Seiten des ORF und nach deren Einstellung 2005 auf einer eigenen Website. Der erste, bereits abgeschlossene Teil der Serie ist seit September 2005 auch in gedruckter Version erhältlich.

## Weitere künstlerische Aktivitäten
Neben den beiden oben erwähnten Comicserien gibt es noch einige kleinere Serien, sowie auch eher künstlerische Zeichnungen und Bilder, wobei die Motive meist eine recht düstere Atmosphäre aufweisen und sich als morbide bis makaber beschreiben lassen.
Unterstrichen wird diese Seite der Künstlerin durch eine Serie von Bildern, bei denen sie unter anderem mit Blut als Material arbeitete.
In den letzten Jahren ließ das Interesse an der Kunst abseits der Comics mehr und mehr nach, so dass die letzten Bilder mittlerweile bereits einige Jahre alt sind.
2007 hat Nina Ruzicka die Illustrationen für die Buchausgabe des Bestatter-Weblogs gezeichnet.

## Sonstiges

### Einflüsse
Als Einflüsse führt sie neben den Kinderzeichentrickserien ihrer Kindheit wie die Biene Maja und Beetlejuice größtenteils Filme an, seien es nun frühe deutsche Tonfilme, amerikanische Sitcoms und Stummfilme oder aber auch Streifen aus dem Horror-Genre.
Comics selbst übten einen eher geringen Einfluss aus, zu nennen wären in diesem Bereich Spider-Man und die Sandman-Serie von Neil Gaiman.

### Signaturen
Bei verschiedenen Strips finden sich verschiedenste Signaturen, was mit dem Unwillen der Autorin zu tun hat, überhaupt zu signieren.
So finden sich eine Vielzahl von Signaturen, wie Нина, die kyrillische Schreibweise ihres Vornamens, in der Nina-Serie, die Signatur Winston C., vor allem in den Jahren 1990–1999 und das von einer Fehladressierung einer Zeitschrift stammende Rinzicka.

### Das Thema Tod
Der Tod ist nicht nur ein immer wiederkehrendes Thema in ihren Bildern und Comicserien, sondern beschäftigt die Autorin auch abseits ihrer Werke. So ist sie z. B. Mitglied der europäischen Totentanz-Vereinigung.

## Veröffentlichungen
- Der Tod und das Mädchen – Bd. 3, Die Biblyothek, 2006
- Der Tod und das Mädchen – Bd. 2, Die Biblyothek, 2006
- Der Tod und das Mädchen – Bd. 1, Die Biblyothek, 2006